# Distretto di Kennet
Kennet fu un distretto locale del Wiltshire, Inghilterra, Regno Unito, con sede a Devizes.
Il distretto fu creato con il Local Government Act 1972, il 1º aprile 1974 dalla fusione dei municipal borough di Devizes e Marlborough col Distretto rurale di Devizes, il Distretto rurale di Marlborough and Ramsbury e il Distretto rurale di Pewsey.
Il 25 luglio 2007 è stata annunciata la soppressione del distretto, come quelli di tutta la contea, creando un'Autorità unitaria del Wiltshire.

## Parrocchie civili
- Aldbourne
- All Cannings
- Alton
- Avebury
- Baydon
- Beechingstoke
- Berwick Bassett
- Bishops Cannings
- Broad Hinton
- Bromham
- Burbage
- Buttermere
- Charlton
- Cheverell Magna
- Cheverell Parva
- Chilton Foliat
- Chirton
- Chute
- Chute Forest
- Collingbourne Ducis
- Collingbourne Kingston
- Devizes
- Easterton
- East Kennett
- Easton
- Enford
- Erlestoke
- Etchilhampton
- Everleigh
- Fittleton
- Froxfield
- Fyfield
- Grafton
- Great Bedwyn
- Ham
- Huish
- Little Bedwyn
- Ludgershall
- Manningford
- Marden
- Market Lavington
- Marlborough
- Marston
- Mildenhall
- Milton Lilbourne
- Netheravon
- North Newnton
- Ogbourne St Andrew
- Ogbourne St George
- Patney
- Pewsey
- Potterne
- Poulshot
- Preshute
- Ramsbury
- Roundway
- Rowde
- Rushall
- Savernake
- Seend
- Shalbourne
- Stanton St Bernard
- Stert
- Tidcombe and Fosbury
- Tidworth
- Upavon
- Urchfont
- West Lavington
- West Overton
- Wilcot
- Wilsford
- Winterbourne Bassett
- Winterbourne Monkton
- Woodborough
- Wootton Rivers
- Worton